# Dicranum homomallum
Dicranum homomallum là một loài rêu trong họ Dicranaceae. Loài này được Hedw. Hassk. mô tả khoa học đầu tiên năm 1855.